# Почта Британской военной администрации на Северном Борнео
Почта Британской военной администрации на Северном Борнео — почтовая служба, организованная Великобританией в 1945 году на освобождённой от японцев территории Британского Северного Борнео (ныне малайзийский штат Сабах). Для Северного Борнео в 1945—1946 годах Британской военной администрацией выпускались специальные почтовые марки.

## Организация почты
В период японской оккупации 1943—1945 годов, вплоть до освобождения, на территории Северного Борнео имел хождение оккупационный выпуск — марки Брунея с японской надпечаткой.
После окончания японской оккупации в ходе сражения за Северное Борнео управление всеми четырьмя освобождёнными территориями (Бруней, Лабуан, Северное Борнео, Саравак) осуществлялось Британской военной администрацией, которая среди прочих задач организовала почтовую связь на этих землях.

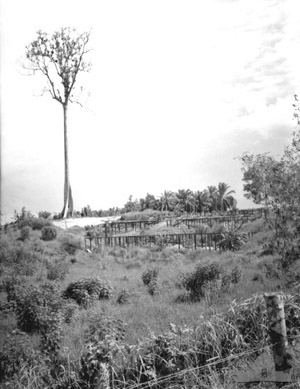
Лагерь для британских и австралийских военнопленных в Сандакане (Северное Борнео) после его освобождения (1945)

## Выпуск почтовых марок
Для оплаты пересылки почтовых отправлений на имеющихся в наличии запасах почтовых марок Северного Борнео и Саравака 1939 года выпуска были сделаны надпечатки текста англ. «B. M. A.» («Британская военная администрация»). Первые марки вышли в обращение 17 декабря 1945 года. Выпуск продавался на всех четырёх территориях.